# ثيودور إم. بورتر
ثيودور إم. بورتر (بالإنجليزية: Theodore M. Porter)‏ هو مؤرخ أمريكي، ولد في 3 ديسمبر 1953 في واشنطن في الولايات المتحدة.